# Yūta Toyokawa
Yūta Toyokawa (豊川 雄太?, Toyokawa Yūta; Kumamoto, 9 settembre 1994) è un calciatore giapponese, attaccante dell'RB Omiya Ardija.

## Caratteristiche tecniche
È una punta centrale di piede destro, può ricoprive diversi ruoli difensivi quali ala destra, ala sinistra oppure seconda punta, tuttavia può essere impiegato anche come trequartista. Toyokawa è un attaccante che possiede accelerazione e comprensione dello spazio, abile nell'attaccare in profondità, oltre a combinare reattività e posizionamento. Tira bene con entrambi i piedi, calcia con precisione ma anche con potenza. Sa segnare sia sui rigori che sulle punizioni, ma è anche un buon tiratore di testa.

## Carriera

### Club

#### Kashima Antlers e Fagiano Okayama
Debutta per la prima volta come professionista, con il Kashima Antlers nella prima divisione, il 1° marzo 2014 giocando a tempo pieno contro il Ventforet Kofu nella vittoria per 4-0. Segna in tutto tre reti con la squadra, le prime due in campionato rispettivamente nella vittoria per 3-0 contro il Sagan Tosu e nel pareggio per 1-1 contro l'FC Tokyo, l'ultimo gol lo realizza nella Coppa dell'Imperatore battendo per 3-1 il FC Ryūkyū Okinawa.
Nel 2016 viene ceduto in prestito al Fagiano Okayama nella seconda divisione, nel campionato segna dieci reti, realizza un gol sia contro il Kyoto Sanga che contro lo Shimizu S-Pulse pareggiando per 2-2 entrambe le partite, segna la rete del 2-0 sconfiggendo lo Yokohama FC, il suo gol permette di conquistare la vittoria su 1-0 contro il Montedio Yamagata, segna inoltre la sua prima doppietta prevalendo per 5-0 contro il FC Gifu. Segna invece otto gol nell'edizione successiva del campionato, sigla una rete battendo per 2-1 sia il Thespakusatsu Gunma che lo Yokohama FC, segna un gol contro il Roasso Kumamoto, il Tokyo Verdy il FC Gifu e il Matsumoto Yamaga pareggiando per 1-1 tutte e quattro le partite, realizza una rete vincendo per 3-2 contro il Tokushima Vortis, l'ultimo gol lo segna sconfiggendo per 2-0 il V-Varen Nagasaki.

#### Eupen e Cerezo Osaka
Si trasferisce in Belgio nel 2018 giocando nella prima divisione con l'Eupen, con un assist vincente e una tripletta consente alla squadra di battere per 4-0 il Royal Excel Mouscron, realizza una rete anche contro il Sint-Truidense vincendo per 3-1, conclude la sua prima stagione con sette gol, l'ultimo perdendo per 3-1 contro il Beerschot. Nell'edizione successiva del campionato belga realizza nove reti, segna un gol sconfiggendo per 2-1 sia lo Standard Liège che l'Anderlecht, sigla la rete del 1-0 nella vittoria contro il Waasland-Beveren, un'altra rete la realizza nel successo per 4-1 ai danni del Lokeren, segna inoltre una doppietta battendo (con un calcio di punizione e con un rigore) l'Oostenda per 3-2.
Torna in Giappone nel 2020 giocando con il Cerezo Osaka. Nella Coppa J. League segna la rete del 1-0 sconfiggendo l'Urawa Reds, mentre in campionato realizza una doppietta battendo per 4-1 lo Yokohama F·Marinos. Il suo ultimo gol per il Cerezo Osaka lo sigla il 13 marzo 2021 vincendo per 4-1 contro lo Yokohama FC.

#### Kyoto Sanga e RB Omiya Ardija
Veste la maglia del Kyoto Sanga con la quale il 2 marzo 2022 segna la sua prima rete battendo il Sagan Tosu per 2-1. Arriva a segnare dieci gol nell'edizione 2023 della J1 League, realizza una rete sia contro il l'Albirex Niigata che lo Yokohama F·Marinos, vincendo per 3-1 entrambi i match, segna il gol del 1-0 sconfiggendo il Sanfrecce Hiroshima, sigla una rere anche contro il Gamba Osaka nel successo per 2-1, oltre a essere autore di una doppietta nel pareggio per 3-3 contro il Kawasaki Frontale.
Torna poi a giocare in seconda divisione, nel 2025, con la squadra del RB Omiya Ardija.

### Nazionale
Con la nazionale Under-23 partecipa alla Coppa d'Asia di categoria nel 2016, dopo aver superato le qualificazioni dove Toyokawa segna una rete sconfiggendo il Macau per 7-0, infine vince il coppa continentale Under-23 realizzando un solo gol, nei quarti di finale prevalendo per 3-0 contro l'Iran.

## Palmarès

### Club

#### Competizioni nazionali
- Coppa J. League: 1

Kashima Antlers: 2015

#### Competizioni internazionali
- Coppa Suruga Bank: 1

Kashima Antlers: 2013

### Nazionale
- Coppa d'Asia Under-23: 1

2016